# Gogoșu (Dolj)
Pour l’article homonyme, voir Gogoșu.
Gogoșu est une commune roumaine située dans le județ de Dolj.